# Conus sinensis
Conus sinensis é uma espécie de gastrópode do gênero Conus, pertencente à família Conidae.